# Püttenhus
Das Püttenhus in Dötlingen – auch Püttenheim genannt – wurde ursprünglich als Speichergebäude Mitte des 19. Jahrhunderts errichtet. Derzeit wird das Püttenhus durch den Bürger- und Heimatverein Dötlingen als Heimathaus genutzt. Das Standesamt Dötlingen bietet hier Trauungen an.
Das Gebäude steht unter Denkmalschutz (siehe auch Liste der Baudenkmale in Dötlingen).

## Geschichte
Das eingeschossige traufständige kleine Fachwerk-Gebäude mit Steinausfachungen und reetgedecktem Satteldach wurde um 1870 als Speicher (Spieker) für die Pastorei der St. Firminus Kirche in Dötlingen neben dem alten Pfarrhaus errichtet.
Das Gebäude wurde 1935/36 demontiert, um einem kirchlichen Gemeindehaus Platz zu machen, und an seiner heutigen Stelle am Heideweg als HJ-Heim für die Dorfjugend wiedererrichtet, und dabei verändert, es wurden nämlich an der Westseite drei große Fenster eingebaut. Im Jahr 1979 wurde schließlich ein Anbau mit Schleppdach an der Ostseite hinzugefügt.
Der Bürger- und Heimatverein Dötlingen betreut und nutzt das Haus der Gemeinde für Versammlungen, Feiern und Kunstausstellungen. Das Haus wurde nach dem benachbarten Quellbach Pütten – einem Hunte-Zufluss – benannt.
Das Landesdenkmalamt befand: „… das sogenannte Püttenheim, hat eine geschichtliche Bedeutung …“